# Ouani
Ouani o "Wani"è un centro abitato delle Comore, situato sull'isola Anjouan nell'Oceano Indiano. Si trova in una valle attraversata da un fiume "Mro wa Mouji" che prende la sua origine in Patsy e scorre nella baia di Anjouan Ouani. La valle è distante 5 km a nord-est dalla capitale dell'isola Mutsamudu. 